# 18 век пр.н.е.

## Събития
- Край на Новокаменната епоха в Средна Европа
- 1800 пр.н.е. – започва Северната брозова ера в Скандинавия (1800 – 530 пр.н.е.)
- Начало на Глазковската култура в Сибир
- Изчезване на бактрийско-маргианската култура в Централна Азия
- 1780 пр.н.е. – избухване на Везувий

## Личности
- Небка – фараон